# LoOney
Владимир Марковић (Београд, 4. децембар 1980), познатији као  Луни (стилизовано LoOney), српски је музичар, глумац, режисер, продуцент и цртач стрипова.

## Биографија
Као дете, певао је у хору Колибри, те се као члан хора појавио у емисијама Седефна ружа и Децо, певајте са нама. Популарност је стекао 1989. године, када је тумачио лик Златка, главну улогу у култној дечјој ТВ серији Метла без дршке.
Као тинејџер, престао је да се бави глумом и певањем и окренуо се цртању стрипова. Урадио је на десетине стрипова који су објављивани у фанзинима и часописима. Кренуо је да користи свој алијас Луни (LoOney) 1999. године, као уметничко име. Године 2002. са групом пријатеља, основао је и водио „Шлиц стрип”, цењени алтернативни часопис о стриповима и седмичну радионицу која је још увек активна без њега. Неки стрипови су издавани и међународно, а групне изложбе су путовале по Србији, Босни и Херцеговини, Северној Македонији, Словенији, Румунији, Италији, Шведској, итд. Услед недостатка времена и фокуса на друге ствари у каријери, Луни је престао са цртањем, али је писао за друге уметнике. Његов, за сада, последњи стрип је „Кики Рот”, за који је писао сценарио, а који је илустровао Тони Радев.
Завршио је филмску и телевизијску монтажу на Факултету драмских уметности у Београду. Године 2002, кренуо је да монтира и режира хип-хоп музичке спотове, углавном у оквиру своје продукцијске куће Лунирама. Шест година касније, постао је препознатљив по раду на филму и телевизији. Режирао је ТВ емисије „Хоћу да знаш” и „Сити и витки”, а ко-режирао „X Factor Adria” и „Ко ти прави свадбу”, а монтирао „Звезда пре свега”, „Егзит Култомотиватор”, „Егзит у покрету”  и „Ја имам таленат!”.
Године 2004, Луни је самостално издао свој први соло сингл „Јутро (паметније од ноћи)”, уз музички спот који се рангирао на 2. месту на топ-листи ТВ Метрополис. Следећи сингл објавио је након шест година, али је у међувремену снимао нумере са разним другим (углавном хип-хоп) извођачима. Године 2010, објавио је микстејп „Featuring! Vol. 1”. У децембру исте године, објавио је сингл „Муцам”, уз два ремикса које је направио са Севдах Бејби и DJ Флипом. Спот за „Муцам” режирао је Луни, а у њему се, поред Севдах Бејби, појављују бројне друге познате личности. Године 2011, Луни је издао свој први соло албум „Компромис”, преко MTV Adria веб-сајта. Албум је био успешан у свим земљама бивше СФРЈ. Његов за сада последњи сингл је „(Хоћу с тобом да) Ђускам / (I Wanna) Dance With You”, издат у септембру 2013. године.
Задњих година бави се синхронизацијом цртаних и играних филмова на српски језик. Ради у студију Ливада Београд, као режисер, али такође преводи филмове и ради препеве песама. Позајмио је глас лику И-бој у филму Ралф растура интернет и додатне гласове у више филмова.

## Дискографија

### Соло албуми
- 2011: Компромис

### Соло микс-тејпови
- 2010:

### Соло синглови
- 2004: Јутро (Паметније од ноћи)
- 2010: Муцам
- 2013: Ђускам /

### Албуми са другим извођачима
- 1990: Колибри - Концерт
- 1998: Колибри - Колибри
- 2004: Струка - Ипак се обрће
- 2005: Суид - Драма која се шуња сама
- 2006: Луд - У име игре
- 2006: Сет - Дневник дворске луде
- 2006: Господа - Реално гледано
- 2007: Шварценигер - Београд Вијетнам
- 2008: Групна Терапија - Ко Те Шаље?
- 2008: Син - Косово Вијетнам
- 2008: Биг Ша -
- 2009: Дада - Радио убица дечјег лица
- 2009: Цвија - И даље ту
- 2010: Мија - Ван контроле
- 2011: Б-Кру - Наша посла

### Синглови са другим извођачима
- 2004: Струка ft. LoOney - Тајне
- 2005: Луд ft. LoOney - Гето Риба
- 2006: Луд ft. ВИП, Струка, Борко ТХЦ и LoOney - Секунд, минут, сат
- 2011: Кантаре ft. Татула и LoOney - Кад би била са мном

### Синглови као текстописац
- 2011: Трик ФX - Кокошка (са Марком Коном и Дрила)
- 2013: Кристина Грујин - Идемо у диско (витх Огњеном Амиџићем, Марком Коном и Дрила)
- 2013: Синди - Тело гори (са Марком Коном и Дрила)
- 2013: Жељко & Лаби гејм - Encore (са Марком Коном и Дрила)

## Видеографија

### Као режисер
- 2004: Кућа на промаји — Марчело
- 2004: Јутро (Паметније од ноћи) — Луни (лично)
- 2006: Секунд, минут, сат — Луд, ВИП, Струка, Борко ТХЦ, Луни
- 2009: Живи били па видели — Жељко Самарџић
- 2009: Моја жеља си ти — Цвија
- 2009: Балкан — Прики
- 2009: Пожури — Ксенија Пајчин и Ем-Си Стојан
- 2009: Тајни сусрети — Ноћ и Дан
- 2010: Супица — Ксенија Пајчин и Данијел Алибабић
- 2010: Ђинђиринђи 100% — Блек Пантерс
- 2010: Секси — Тина Ивановић и Ем-Си Стојан
- 2010: Љубав (Уживо на Калемегдану) — Луни (лично)
- 2010: Овако је у Швици — Комплекс и Еки
- 2010: Дискотека — Цвија и Ди-Џеј Шоне
- 2010: Муцам — Луни (лично)
- 2010: DJ Пумпај — Ем-Си Стојан и Анабела
- 2011: Ником није лако — Сашка Јанковић (као Мис Џубокс)
- 2012: Клик, блиц, смешак — Дада и Марвел
- 2012: Зауставите јануар — Жељко Самарџић
- 2013: Јадна ја Златопис & Мака Би
- 2013: Ајде води ме — Растко Аксентијевић и Сајси Ем-Си
- 2014: Пакао и рај — Ди-Џеј Млађа и Ша
- 2014:  — Јована Герман
- 2014: Кишно лето — Стеван Анђелковић и Тања Савић
- 2015: Судар — Еутерпа
- 2015: Жена — Марина Висковић
- 2015: Летње авантуре — Снежана Нена Нешић
- 2016: Моје време је сад — Дада и Плема
- 2017: Момак Лош — Еврокрем Барабе
- 2017: Веруј — Александра Ковач
- 2018: Краљеви фалша — Мистер Шаран
- 2019: Само да ми је — Лена Ковачевић

## Филмографија
| Год.       | Назив                  | Улога           |
| ---------- | ---------------------- | --------------- |
| 1989−1993. | Метла без дршке        | Златко          |
| 2001.      | Тост                   | Старији брат    |
| 2002.      | Ху — Човек као армија  | Продавац кокица |
| 2006.      | Миле против транзиције | Камерман        |
| 2006.      | Шејтанов ратник        | Зли професор    |
| 2015.      |                        | Кловн дечко     |